# Koszki (obwód samarski)
Koszki (ros. Кошки) – wieś (sieło) w Rosji, w obwodzie samarskim, ośrodek administracyjny rejonu koszkińskiego. W 2010 liczyła 7969 mieszkańców.